# Тоуд-Гоп (Індіана)
Тоуд-Гоп (англ. Toad Hop) — переписна місцевість (CDP) в США, в окрузі Віго штату Індіана. Населення — 104 особи (2020).

## Географія
Тоуд-Гоп розташований за координатами 39°27′24″ пн. ш. 87°27′50″ зх. д. / 39.45667° пн. ш. 87.46389° зх. д. (39.456766, -87.463914).  За даними Бюро перепису населення США в 2010 році переписна місцевість мала площу 0,57 км², уся площа — суходіл.

## Демографія
Згідно з переписом 2010 року, у переписній місцевості мешкало 108 осіб у 37 домогосподарствах у складі 30 родин. Густота населення становила 189 осіб/км².  Було 43 помешкання (75/км²).
Расовий склад населення:
| - 99,1 % — білих |

До двох чи більше рас належало 0,9 %. Частка іспаномовних становила 0,9 % від усіх жителів.
За віковим діапазоном населення розподілялося таким чином: 25,9 % — особи молодші 18 років, 62,1 % — особи у віці 18—64 років, 12,0 % — особи у віці 65 років та старші. Медіана віку мешканця становила 40,0 року. На 100 осіб жіночої статі у переписній місцевості припадало 77,0 чоловіків;  на 100 жінок у віці від 18 років та старших — 70,2 чоловіків також старших 18 років.
Цивільне працевлаштоване населення становило 19 осіб. Основні галузі зайнятості: виробництво — 57,9 %, науковці, спеціалісти, менеджери — 42,1 %.